# Saint-Michel-de-Boulogne
Pour les articles homonymes, voir Saint-Michel et Boulogne.
Saint-Michel-de-Boulogne est une commune française située dans le département de l'Ardèche, en région Auvergne-Rhône-Alpes.

## Géographie

### Localisation
Saint-Michel-de-Boulogne est située dans les Hautes Cévennes ardéchoises, à 9 km au nord-est d'Aubenas, la ville importante la plus proche.
Elle est composée de onze lieux-dits : le Cerisier (au nord-est de la commune), le Château de Boulogne (au sud-est), le Crots (au nord-est), Escharavil (au sud-ouest, sur la D 256), Fougerolles (à l'est), Massiol (à l'est), Miravil (au nord), Le Planart, le Taillé, le Vernet (au nord-ouest) et le Village,.
Ses communes limitrophes sont :
|                      |                          | Gourdon                   |
| Saint-Andéol-de-Vals | Saint-Michel-de-Boulogne | Saint-Étienne-de-Boulogne |
|                      | Vesseaux                 |                           |

### Géologie et relief
Situé dans un environnement de petite et moyenne montagne le territoire présente quelques vallées entourées de hautes collines.

### Hydrographie
La commune est traversée par la Boulogne et le Luol.

### Climat
Pour des articles plus généraux, voir Climat d'Auvergne-Rhône-Alpes et Climat de l'Ardèche.
En 2010, le climat de la commune est de type climat méditerranéen franc, selon une étude du CNRS s'appuyant sur une série de données couvrant la période 1971-2000. En 2020, Météo-France publie une typologie des climats de la France métropolitaine dans laquelle la commune est exposée à un climat de montagne ou de marges de montagne et est dans une zone de transition entre les régions climatiques « Provence, Languedoc-Roussillon » et « Sud-est du Massif Central ».
Pour la période 1971-2000, la température annuelle moyenne est de 11,5 °C, avec une amplitude thermique annuelle de 17 °C. Le cumul annuel moyen de précipitations est de 1 197 mm, avec 7,6 jours de précipitations en janvier et 5 jours en juillet. Pour la période 1991-2020, la température moyenne annuelle observée sur la station météorologique de Météo-France la plus proche, « Antraigues Sa », sur la commune de Vallées d'Antraigues - Asperjoc à 6 km à vol d'oiseau, est de 12,5 °C et le cumul annuel moyen de précipitations est de 1 556,3 mm,. Pour l'avenir, les paramètres climatiques de la commune estimés pour 2050 selon différents scénarios d'émission de gaz à effet de serre sont consultables sur un site dédié publié par Météo-France en novembre 2022.

### Voies de communication et transports
Le territoire communal est traversé par les routes départementales 256 (route reliant Gourdon au nord à Saint-Julien-du-Serre au sud) et 356 (vers Saint-Étienne-de-Boulogne à l'est).

## Urbanisme

### Typologie
Au 1er janvier 2024, Saint-Michel-de-Boulogne est catégorisée commune rurale à habitat très dispersé, selon la nouvelle grille communale de densité à 7 niveaux définie par l'Insee en 2022.
Elle est située hors unité urbaine. Par ailleurs la commune fait partie de l'aire d'attraction d'Aubenas, dont elle est une commune de la couronne,. Cette aire, qui regroupe 68 communes, est catégorisée dans les aires de 50 000 à moins de 200 000 habitants,.

### Occupation des sols

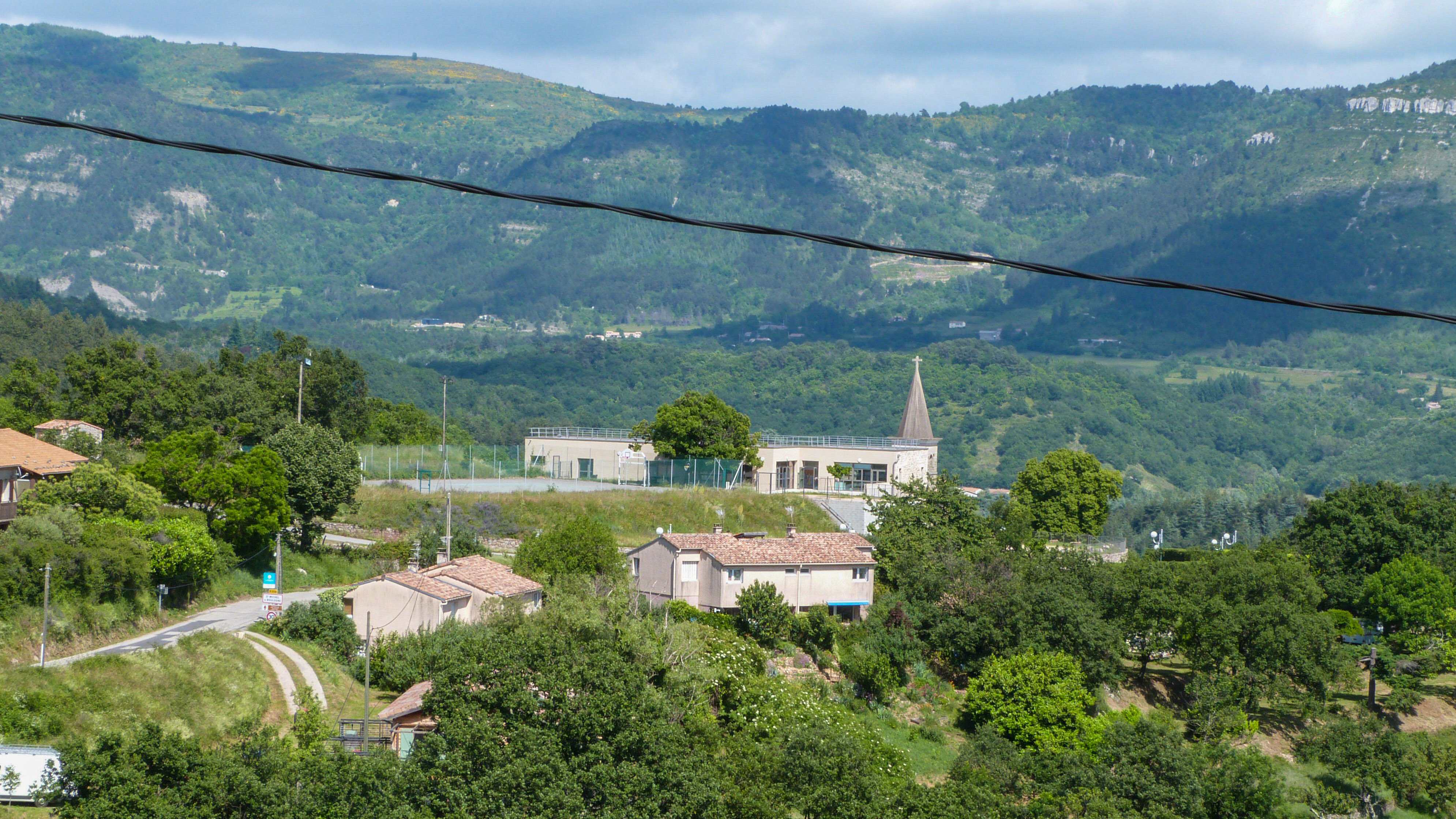
Vue générale du centre du village en bord de colline.

L'occupation des sols de la commune, telle qu'elle ressort de la base de données européenne d’occupation biophysique des sols Corine Land Cover (CLC), est marquée par l'importance des forêts et milieux semi-naturels (82,8 % en 2018), en diminution par rapport à 1990 (84,9 %). La répartition détaillée en 2018 est la suivante : 
forêts (82,6 %), prairies (17,2 %), milieux à végétation arbustive et/ou herbacée (0,3 %).
L'évolution de l’occupation des sols de la commune et de ses infrastructures peut être observée sur les différentes représentations cartographiques du territoire : la carte de Cassini (XVIIIe siècle), la carte d'état-major (1820-1866) et les cartes ou photos aériennes de l'IGN pour la période actuelle (1950 à aujourd'hui).

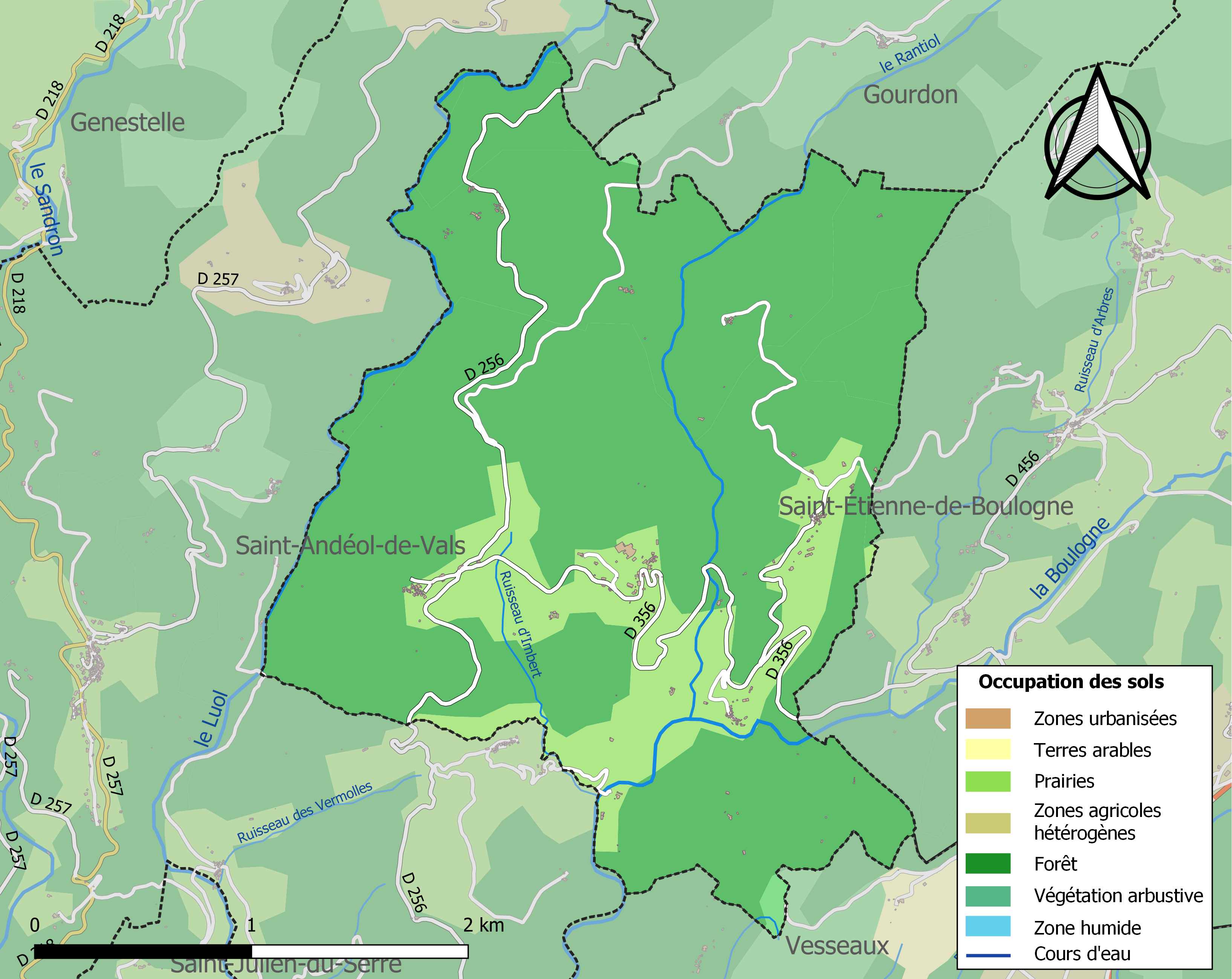
Carte des infrastructures et de l'occupation des sols de la commune en 2018 (CLC).

### Risques naturels

#### Risques sismiques
La totalité du territoire de la commune de Saint-Michel-de-Boulogne est situé en zone de sismicité no 3 (sur une échelle de 1 à 5), comme la plupart des communes situées dans la vallée du Rhône et la Basse Ardèche, mais non loin de la limite orientale de la zone no 2 qui correspond au plateau ardéchois.
| Type de zone | Niveau            | Définitions (bâtiment à risque normal) |
| ------------ | ----------------- | -------------------------------------- |
| Zone 3       | Sismicité modérée | accélération = 1,1 m/s2                |

## Histoire
La famille de Lestrange joua un grand rôle dans les guerres de Religion, le baron de Lestrange (catholique) s'opposant au sire de Brison (huguenot) pour l'amour de Paule de Chambaud, héritière de Privas. Ceci fut à l'origine du siège de Privas par les troupes de Louis XIII.

## Politique et administration

### Administration municipale
| Période                                  | Période                   | Identité        | Étiquette | Qualité           |
| ---------------------------------------- | ------------------------- | --------------- | --------- | ----------------- |
| Les données manquantes sont à compléter. |                           |                 |           |                   |
| 1977                                     | mars 2008                 | Georges Fangier | PS        |                   |
| mars 2008                                | 2020                      | Alain Féougier  | PS        | Chef d'entreprise |
| 2020                                     | En cours (au 6 août 2020) | Georges Fangier |           |                   |

### Équipements et services publics
Gestion des déchets
La collecte et le traitement des déchets ménagers sont assurés par deux intercommunalités différentes : la collecte par la communauté de communes du Bassin d'Aubenas, et le traitement par le syndicat intercommunal de destruction des ordures ménagères (SIDOMSA).

## Population et société

### Démographie
L'évolution du nombre d'habitants est connue à travers les recensements de la population effectués dans la commune depuis 1793. Pour les communes de moins de 10 000 habitants, une enquête de recensement portant sur toute la population est réalisée tous les cinq ans, les populations de référence des années intermédiaires étant quant à elles estimées par interpolation ou extrapolation. Pour la commune, le premier recensement exhaustif entrant dans le cadre du nouveau dispositif a été réalisé en 2004.

En 2022, la commune comptait 148 habitants, en évolution de −6,92 % par rapport à 2016 (Ardèche : +2,48 %, France hors Mayotte : +2,11 %).
| 1793 | 1800 | 1806 | 1821 | 1831 | 1836 | 1841 | 1846 | 1851 |
| ---- | ---- | ---- | ---- | ---- | ---- | ---- | ---- | ---- |
| 382  | 362  | 396  | 456  | 422  | 451  | 510  | 458  | 488  |

| 1856 | 1861 | 1866 | 1872 | 1876 | 1881 | 1886 | 1891 | 1896 |
| ---- | ---- | ---- | ---- | ---- | ---- | ---- | ---- | ---- |
| 491  | 453  | 422  | 444  | 455  | 443  | 422  | 418  | 416  |

| 1901 | 1906 | 1911 | 1921 | 1926 | 1931 | 1936 | 1946 | 1954 |
| ---- | ---- | ---- | ---- | ---- | ---- | ---- | ---- | ---- |
| 340  | 341  | 323  | 250  | 250  | 218  | 217  | 193  | 155  |

| 1962 | 1968 | 1975 | 1982 | 1990 | 1999 | 2004 | 2006 | 2009 |
| ---- | ---- | ---- | ---- | ---- | ---- | ---- | ---- | ---- |
| 131  | 111  | 101  | 106  | 96   | 130  | 134  | 136  | 149  |

| 2014 | 2019 | 2022 | - | - | - | - | - | - |
| ---- | ---- | ---- | - | - | - | - | - | - |
| 149  | 149  | 148  | - | - | - | - | - | - |

### Enseignement
La commune est rattachée à l'académie de Grenoble.

### Médias
La commune est située dans la zone de distribution de deux organes de la presse écrite :
- L'Hebdo de l'Ardèche

Il s'agit d'un journal hebdomadaire français basé à Valence et diffusé à Privas depuis 1999. Il couvre l'actualité de tout le département de l'Ardèche.
- Le Dauphiné libéré

Il s'agit d'un journal quotidien de la presse écrite française régionale distribué dans la plupart des départements de l'ancienne région Rhône-Alpes, notamment l'Ardèche. La commune est située dans la zone d'édition de Privas.

### Cultes
La communauté catholique et l'église de Saint-Michel-de-Boulogne (propriété de la commune) sont rattachées à la paroisse Saint Benoît d’Aubenas qui est, elle-même rattachée au diocèse de Viviers.

## Économie

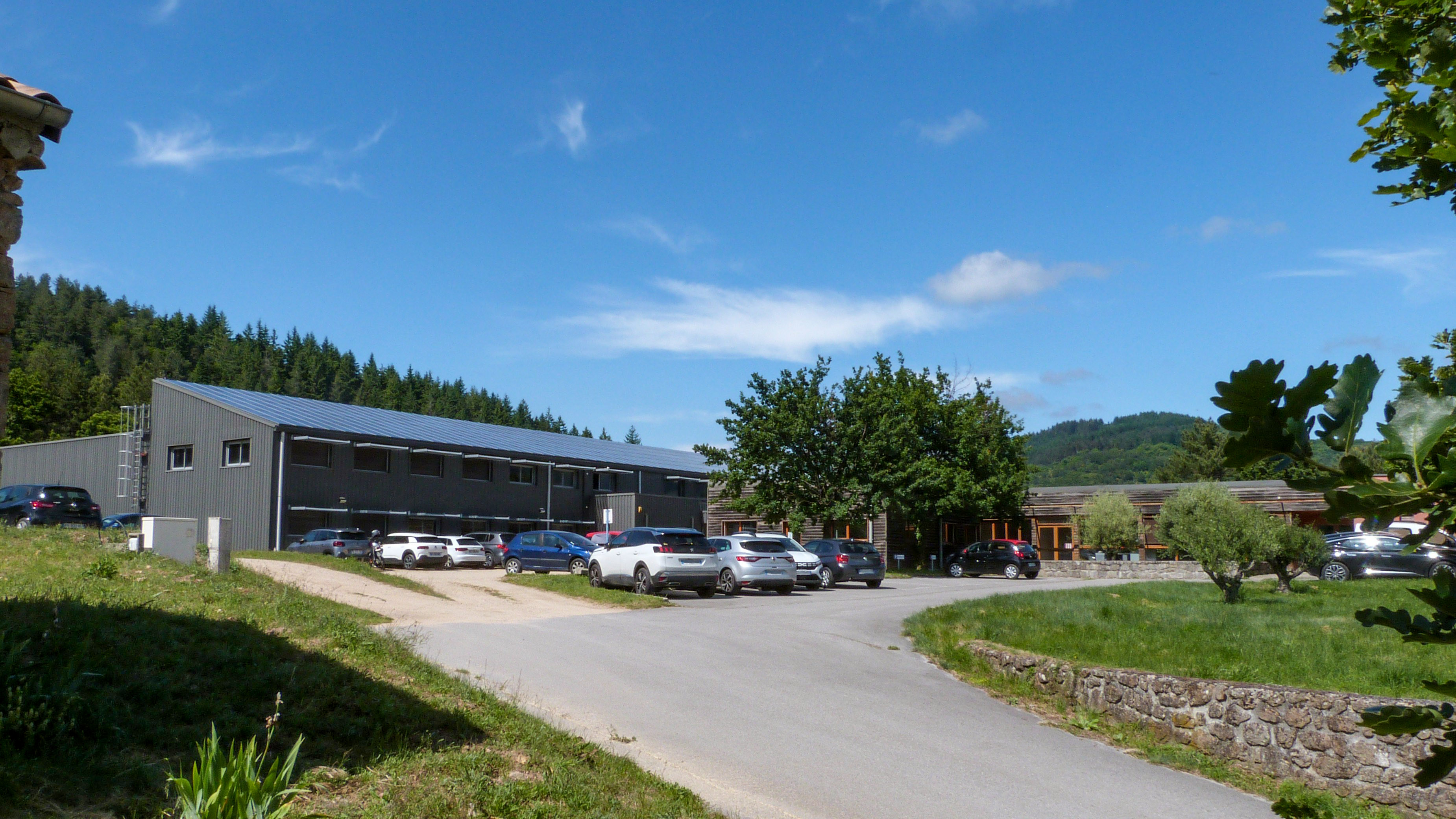
L'entreprise CEFEM implantée sur la commune.

Une entreprise de fabrication de panneaux photovoltaïques, de composants électroniques et électrotechniques est implantée sur la commune.

## Culture locale et patrimoine

### Lieux et monuments
- Ruines (bien conservées) du château de Boulogne sur son promontoire rocheux, dont les origines remontent au XIe siècle, classées monument historique depuis 1917. Sa position stratégique permettait de maîtriser les chemins menant au Puy-en-Velay et au col de l'Escrinet.
- Église Saint-Michel de Saint-Michel-de-Boulogne.
- Chapelle Saint-Jean de Saint-Michel-de-Boulogne.

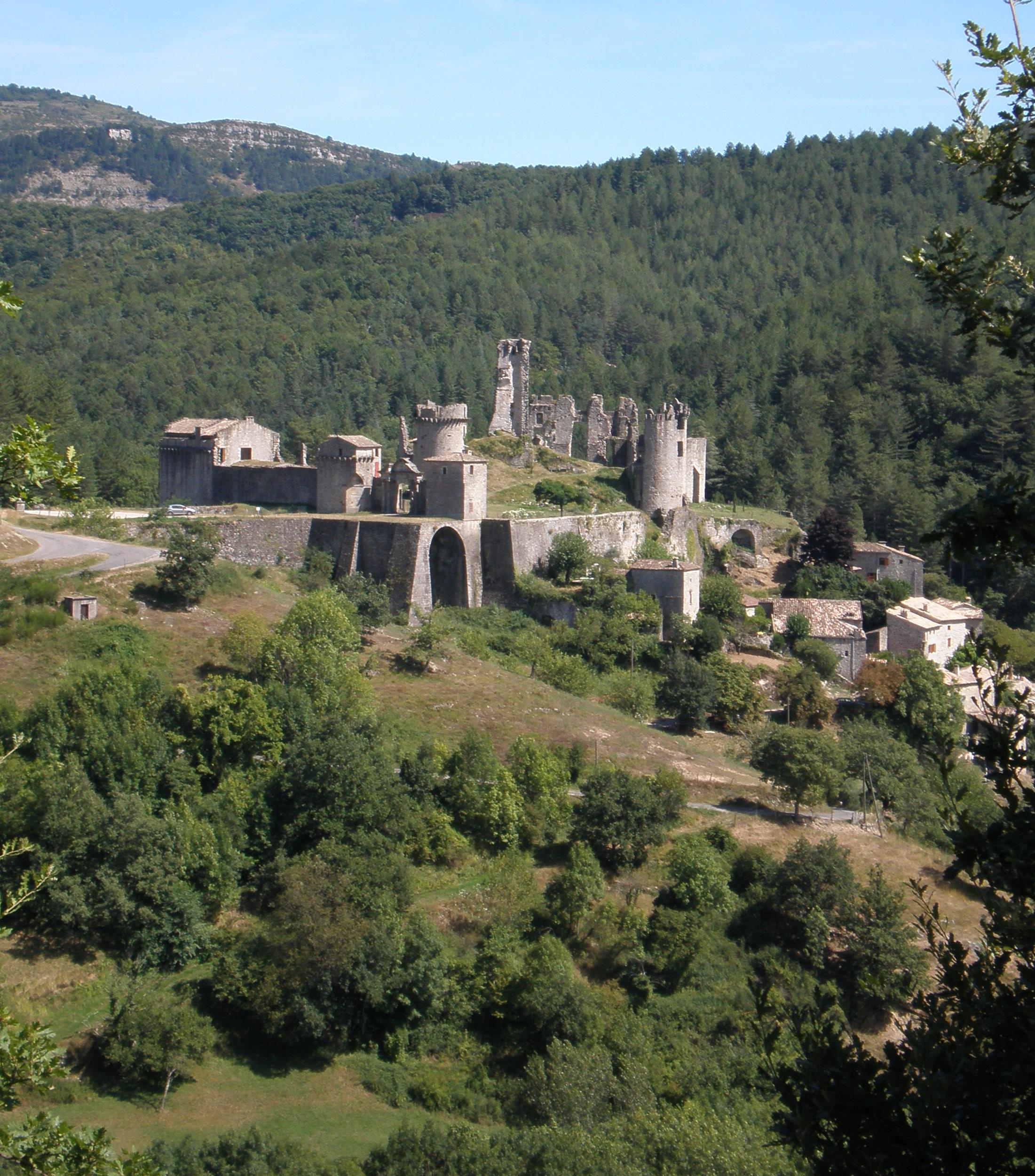
Le château de Boulogne.
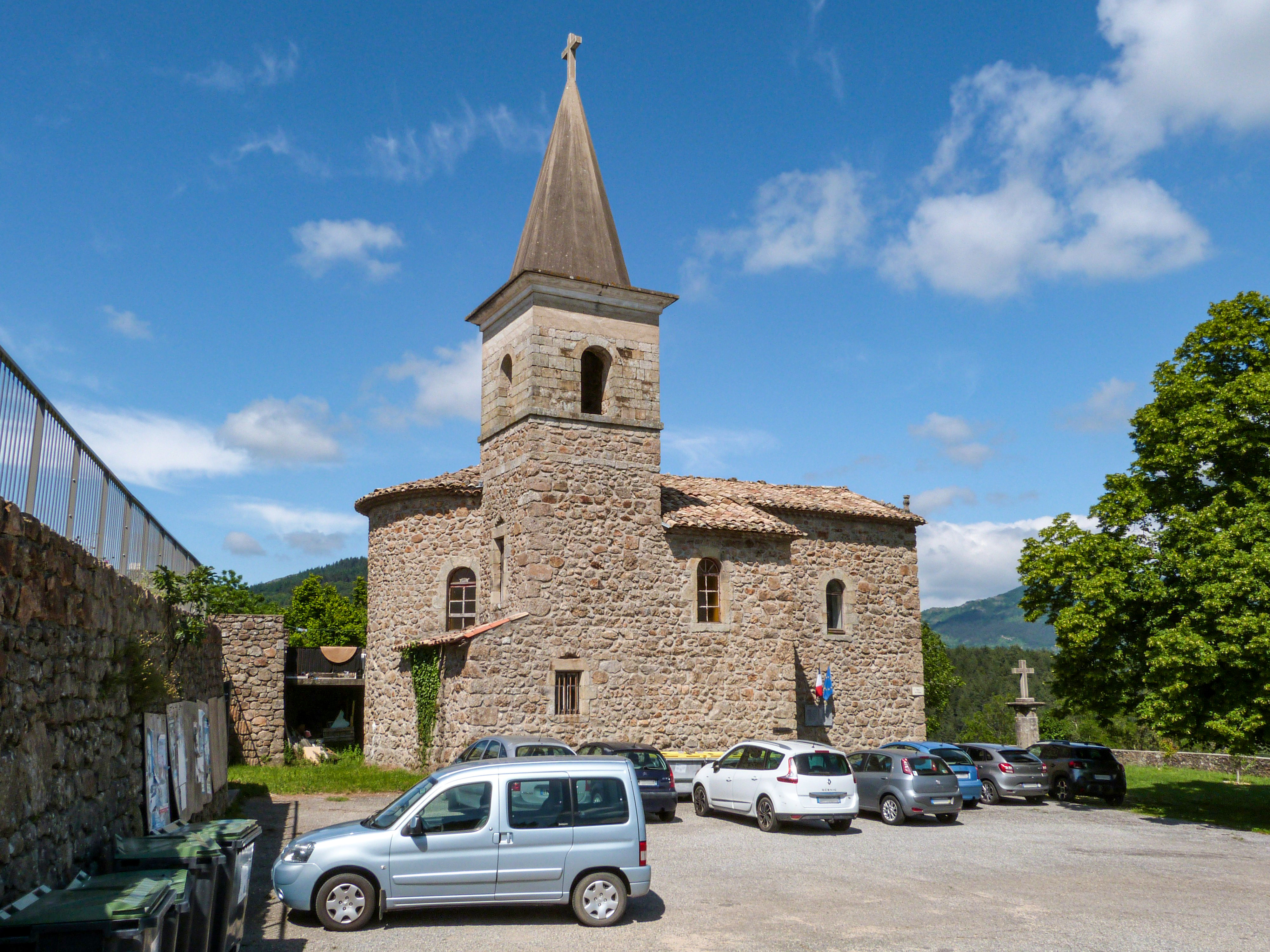
Église Saint-Michel.
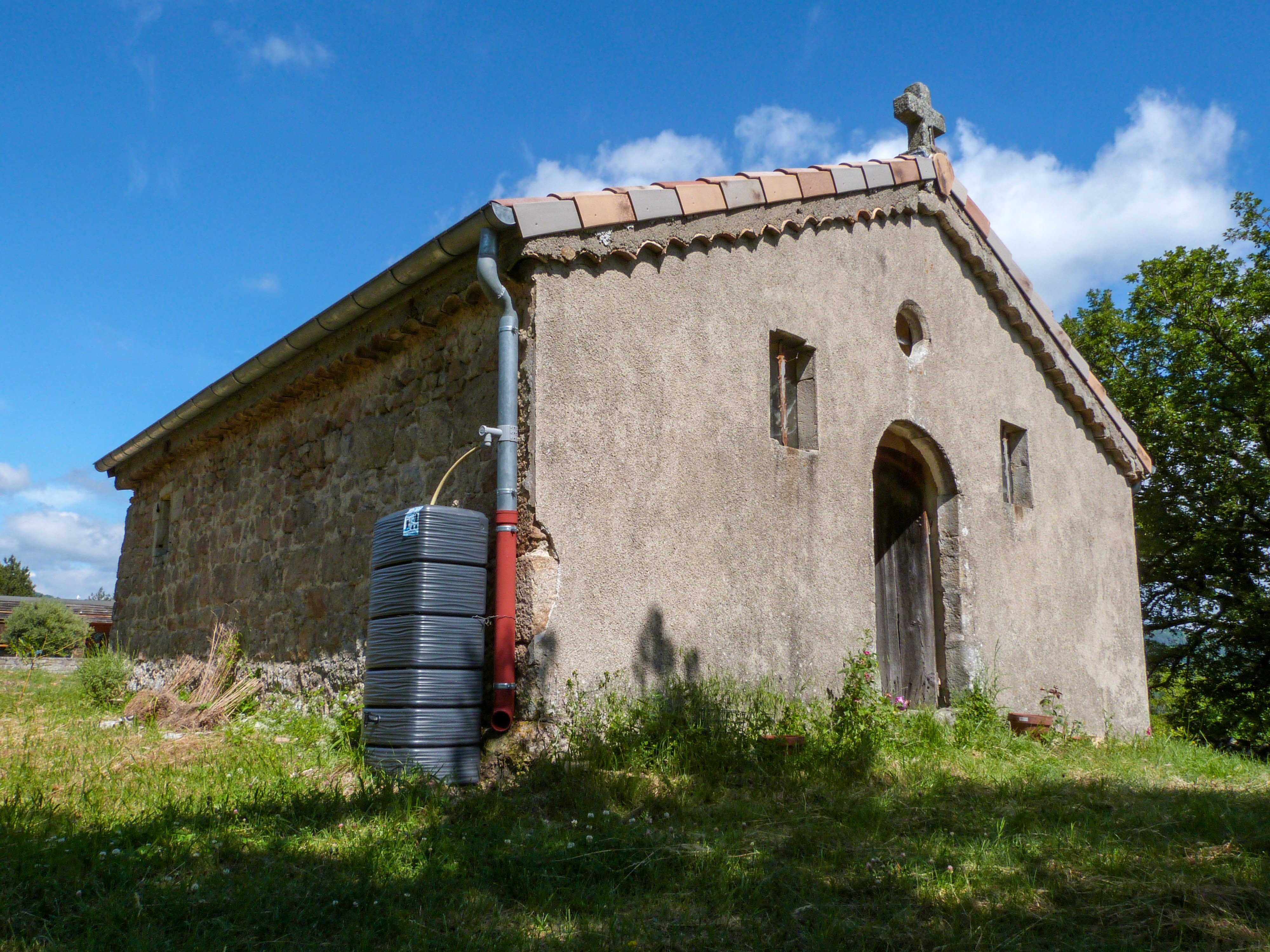
Chapelle Saint-Jean.

### Héraldique
|  | Saint-Michel-de-Boulogne possède des armoiries dont l'origine et le blasonnement exact ne sont pas disponibles. |